# Compsidolon elegantulum
Compsidolon elegantulum är en insektsart som beskrevs av Reuter 1899. Compsidolon elegantulum ingår i släktet Compsidolon och familjen ängsskinnbaggar. Inga underarter finns listade i Catalogue of Life.